# FC UNA Strassen
El FC UNA Strassen es un equipo de fútbol de Luxemburgo que milita en la BGL Ligue, la liga de fútbol más importante del país.

## Historia
Fue fundado en el año 1922 en la ciudad de Strassen con el nombre UA Strassen, aunque en 1963 cambiaron su nombre por el actual.
Nunca han jugado en la division Nationale, aunque en la temporada 2012/13 estuvieron cerca de ascender a la máxima categoría por primera vez en su historia, pero perdieron en la ronda de play-off ante el FC Progrès Niedercorn 0-1 en tiempo extra.
En la temporada 2015/16 juega por la primera vez en la division Nationale: Strassen ganan en la ronda de play-off ante el UN Käerjeng 97 3-0.

## Participación en competiciones de la UEFA
| Temporada | Torneo                 | Ronda             | Club          | Casa | Visita | Global |
| --------- | ---------------------- | ----------------- | ------------- | ---- | ------ | ------ |
| 2024–25   | UEFA Conference League | 1° Clasificatoria | KuPS          | 0−0  | 0−5    | 0−5    |
| 2025–26   | UEFA Conference League | 2° Clasificatoria | Dundee United | 0−1  | 0−1    | 0−2    |